# II. Tvrtko bosnyák király
II. Tvrtko (1382 előtt – 1443. június 22. után), teljesebb nevén: II. Tvrtko István, régiesen: II. Tvartkó, bosnyákul: Stjepan Tvrtko II Kotromanić, kralj Bosne, horvátul: Stjepan Tvrtko II. Kotromanić, kralj u Bosni, szerbül: Стефан Твртко II Котроманић, краљ Срба Босне, latinul: Stephanus Tuartcus II, rex Bosniae, bosnyák király, a Kotromanić-ház utolsó, törvényes házasságából született tagja.

## Élete
Származásáról Wertner Mór ezt mondja: „I. Tvrtkónak és vidini Dorottyának legidősb fia 1382. évben már életben volt.” A boszniai trónöröklés szerint nem elsőszülöttségi rendben örökölték a Kotromanić-ház tagjai a trónt, így I. Tvrtko feltehetőleg még kiskorú gyermekeit megelőzve az elhunyt király közeli rokonát, Dabiša Istvánt választották királlyá 1391-ben. Dabiša halála után 1395-ben már annak kiskorú fiát is mellőzték, és özvegyét, Gruba Ilona királynét ültették Bosznia trónjára, akit azonban 1398-ban elmozdítottak onnan, és I. Tvrtko házasságon kívüli fiát, Ostoja Istvánt választották helyette. Tvrtko herceg végül 1404-ben nyerte el az ország kormányzását II. Tvrtko néven, mikor testvérét egy összeesküvés megbuktatta, aki Zsigmond magyar királyhoz menekült. Maróti János macsói bánt küldte Zsigmond Ostoja megsegítésére, aki elfoglalta Szreberniket és Ostoja székhelyét, Bobovácot (történelmi magyar nevén: Babolc), ahova magyar őrséget helyezett, de II. Tvrtkót nem sikerült ekkor még elmozdítani a trónról. Zsigmond király végül 1408-ban vezetett nagy szabású hadjáratot Boszniába, melynek eredményeként II. Tvrtko királyt Dobor váránál fogságba ejtette, aki meghódolt előtte, és elismerte a magyar király fennhatóságát. Zsigmond ekkor magával vitte a legyőzött boszniai uralkodót Budára. Az 1408-as Bosznia fölötti győzelem alkalmából alapította meg Zsigmond és Cillei Borbála királyné a Sárkányrendet. 1409 októberében a Magyarországon „vendégeskedő” II. Tvrtkót a magyarellenes párt Hranić Sandalj vajda vezetésével hivatalosan is elmozdította a trónjáról, és ismét Tvrtko féltestvérét, Ostoját kiáltották ki királlyá. II. Tvrtko 1415-ig Magyarországon maradt, és csak ekkor küldte Zsigmond újra Boszniába, hogy ismét elfoglalja a trónt, ami több éves küzdelem után csak 1421. augusztus 18-án sikerült neki. A koronázására 1421 szeptemberében került sor.
1425-ben az anyja révén Kotromanić-házi leszármazott Cillei Hermann, aki II. Tvrtko nagynénjének, Kotromanić Katalinnak volt a fia, elérte, hogy veje, Zsigmond király szövetséget kössön Tvrtkóval az oszmánok ellen, és 1426. szeptember 2-án a nőtlen és gyermektelen II. Tvrtko kinevezte Cillei Hermannt örökösévé.
1433-ban Tvrtko leghatalmasabb boszniai ellenfele, Sandalj Boszniát a szultántól megvette, Tvrtko ennek hatására Magyarországra menekült, Boszniában pedig unokaöccse, féltestvérének egyik természetes fia, Radivoj ragadta magához a hatalmat, de királyi cím nélkül. Radivojt Sandalj halála (1435) után megbuktatták, amikor a kormányrudat Sandalj unokaöccse, Vukčić István ragadta magához. 1436-ban Tvrtko hazatért, de csak azzal a feltétellel nyerte vissza trónját, hogy II. Murád oszmán szultánnak évi 25.000 aranyat ígért, és elismerte az oszmánok fennhatóságát. 1440-ben azonban I. Ulászló magyar királyhoz csatlakozott, és magyar segítséget kért, mikor az oszmánok Zvornik várát békeidőben megkaparintották.
II. Tvrtko utolsó említése 1443. június 22-én történt, halálának pontos időpontja ismeretlen, de Klimentović Simon horvát krónikás szerint bosnyák alattvalói meggyilkolták.
Kijelölt örökösét, Cillei Hermannt túlélte, azonban a Cillei örökösök nem mondtak le a bosnyák koronáról, de Cillei Ulrik ellenfele, Hunyadi János a Kotromanić-házi jelöltet, Ostoja István király másik természetes fiát, István Tamást támogatta, így Cilleit kiütötte a boszniai örökségből.
II. Tvrtko két házassági terve ismert, az egyik a romagnai Malatesta-ház egy nőtagjával kötendő házasságról, mely velencei követségi beszámolóból maradt ránk 1422 májusából, de az esküvő sohasem történt meg. A másik a Garai családból származó Garai Dorottya grófnővel, Garai János temesi ispán lányával, Zsigmond és Cillei Hermann rokonával kötött eljegyzés 1428. április 9-én, de a magyar hagyományok nem tudnak arról, hogy a tényleges egybekelés megtörtént volna.
II. Tvrtko királyt a bobováci királyi kápolnában helyezték örök nyugalomra.